# Charoides pallida
Charoides pallida är en skalbaggsart som beskrevs av Dillon 1945. Charoides pallida ingår i släktet Charoides och familjen långhorningar.
Artens utbredningsområde är Panama. Inga underarter finns listade i Catalogue of Life.